# Limnocythere trapeziformis
Limnocythere trapeziformis är en kräftdjursart som beskrevs av Staplin 1963. Limnocythere trapeziformis ingår i släktet Limnocythere och familjen Limnocytheridae. Inga underarter finns listade i Catalogue of Life.